# Brownstone

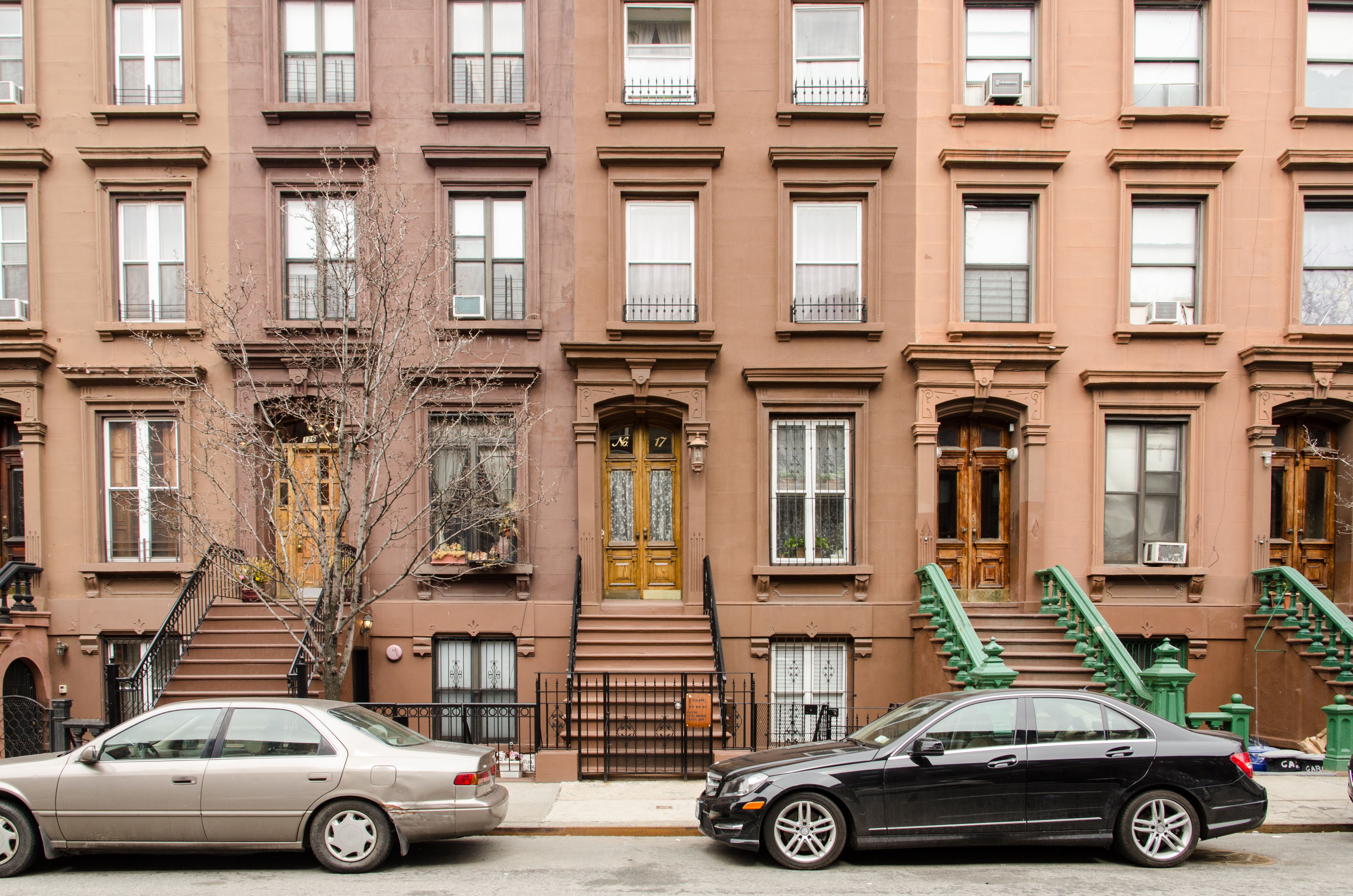
Brownstones no Harlem, Manhattan, Nova Iorque

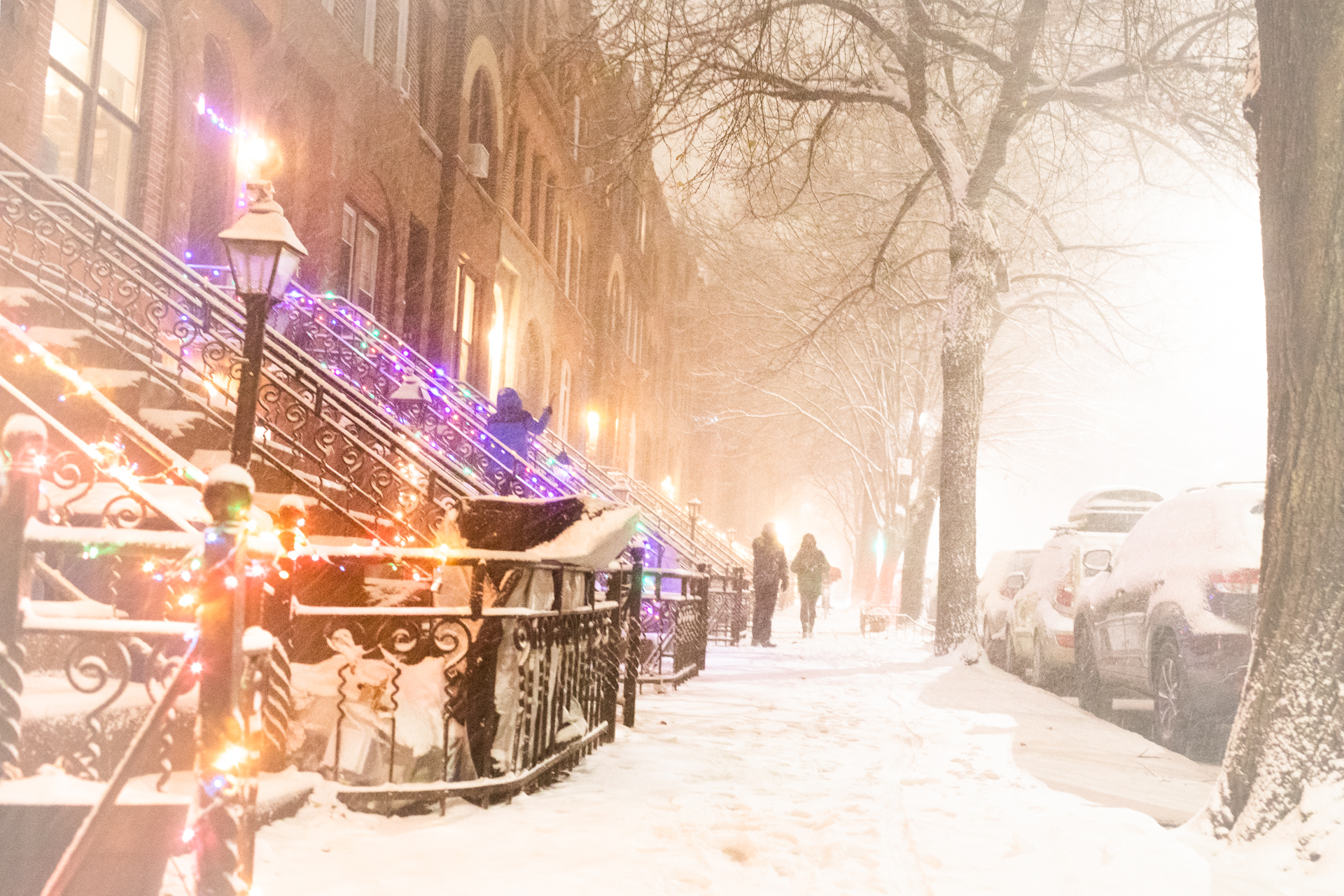
Brownstones no Brooklyn, Nova Iorque, durante uma tempestade de neve no inverno

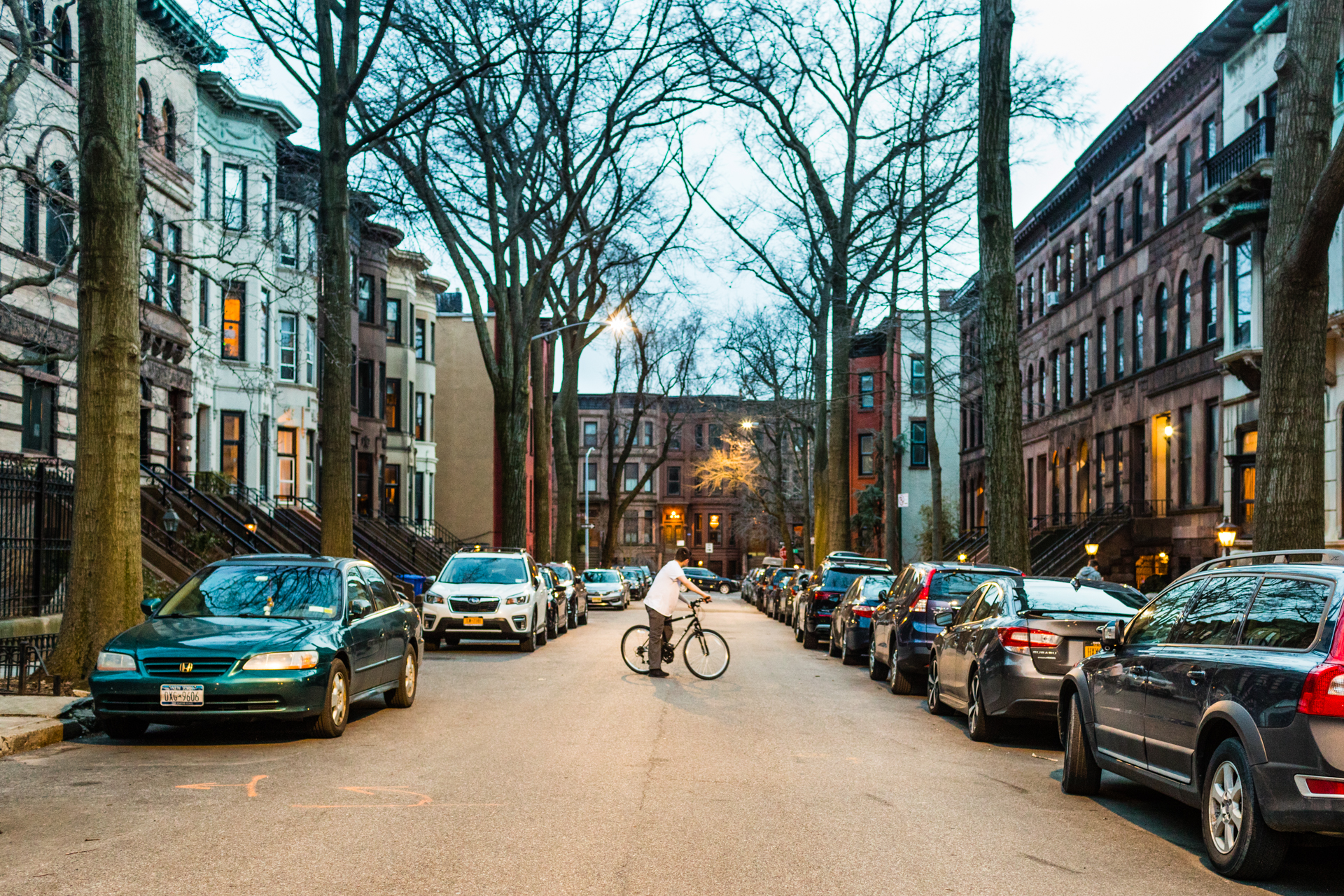
Ciclismo entre Brownstones em Park Slope, Brooklyn

Brownstone ("pedra marrom", em tradução literal) é um arenito marrom do Triássico–Jurássico que foi historicamente um material de construção popular. O termo também é usado nos Estados Unidos e Canadá para se referir a uma casa geminada com este ou qualquer outro material esteticamente semelhante.

## Tipos

### Brownstone da Ilha do Apóstolo
No século XIX, a ilha Basswood, Wisconsin, era o local de uma pedreira administrada pela Bass Island Brownstone Company, que operou de 1868 até a década de 1890. O brownstone desta e de outras pedreiras nas ilhas Apostle era muito procurado, com o brownstone da ilha Basswood sendo usado na construção do primeiro Tribunal do Condado de Milwaukee na década de 1860.

### Brownstone de Hummelstown

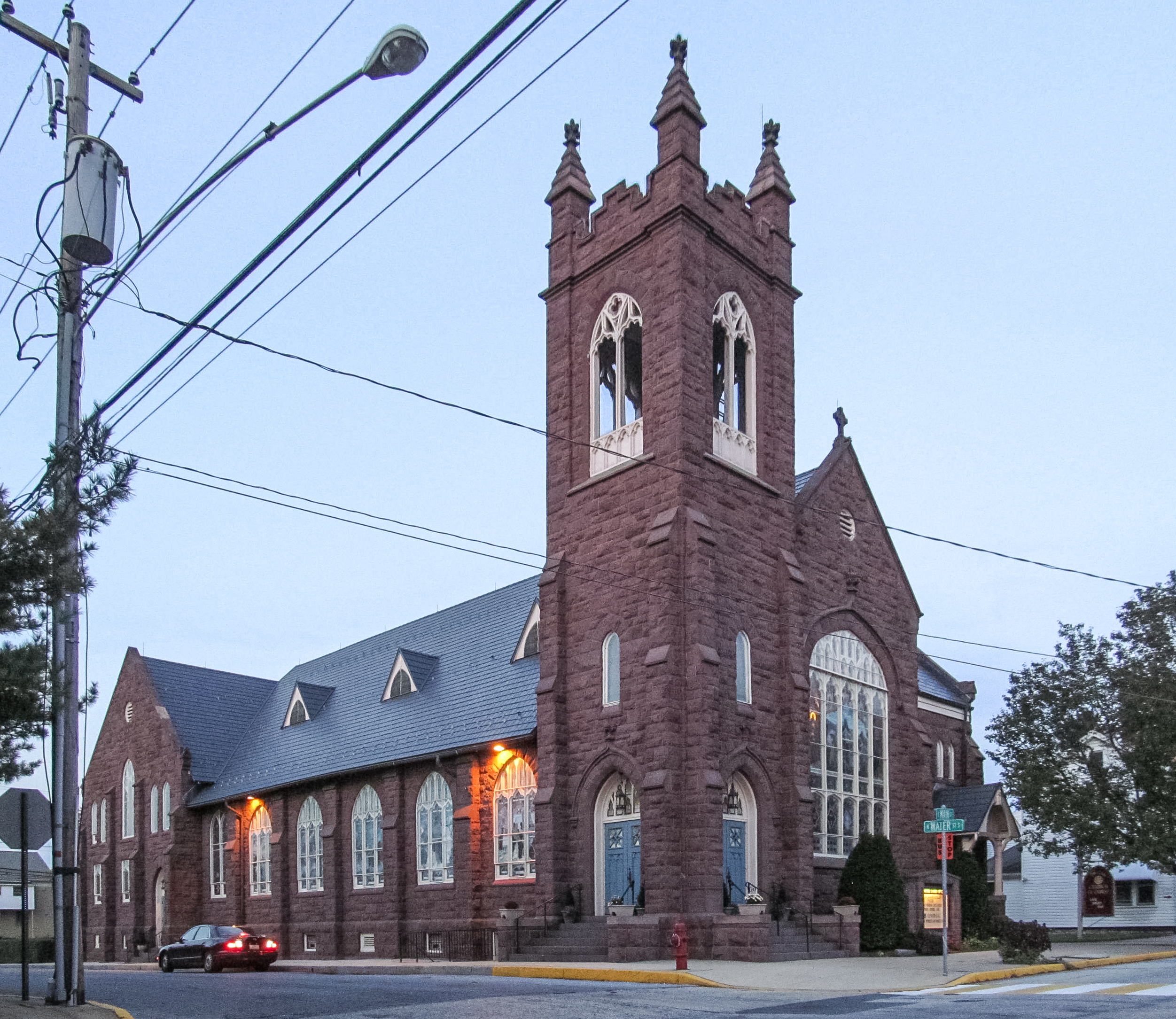
Muitos edifícios em Hummelstown, Pensilvânia, são construídos com brownstone de Hummelstown.

O brownstone de Hummelstown é extremamente popular ao longo da Costa Leste dos Estados Unidos, com vários edifícios governamentais em toda a Virgínia Ocidental, Pensilvânia, Nova Iorque, Maryland e Delaware sendo revestidos inteiramente com a pedra, que vem da pedreira Hummelstown em Hummelstown, Pensilvânia, uma pequena cidade fora de Harrisburg, Pensilvânia. A Pedreira Hummelstown é a maior fornecedora de brownstone na costa leste. Normalmente, a pedra era transportada para fora de Hummelstown pela Brownstone and Middletown Railroad.

### Brownstone de Portland

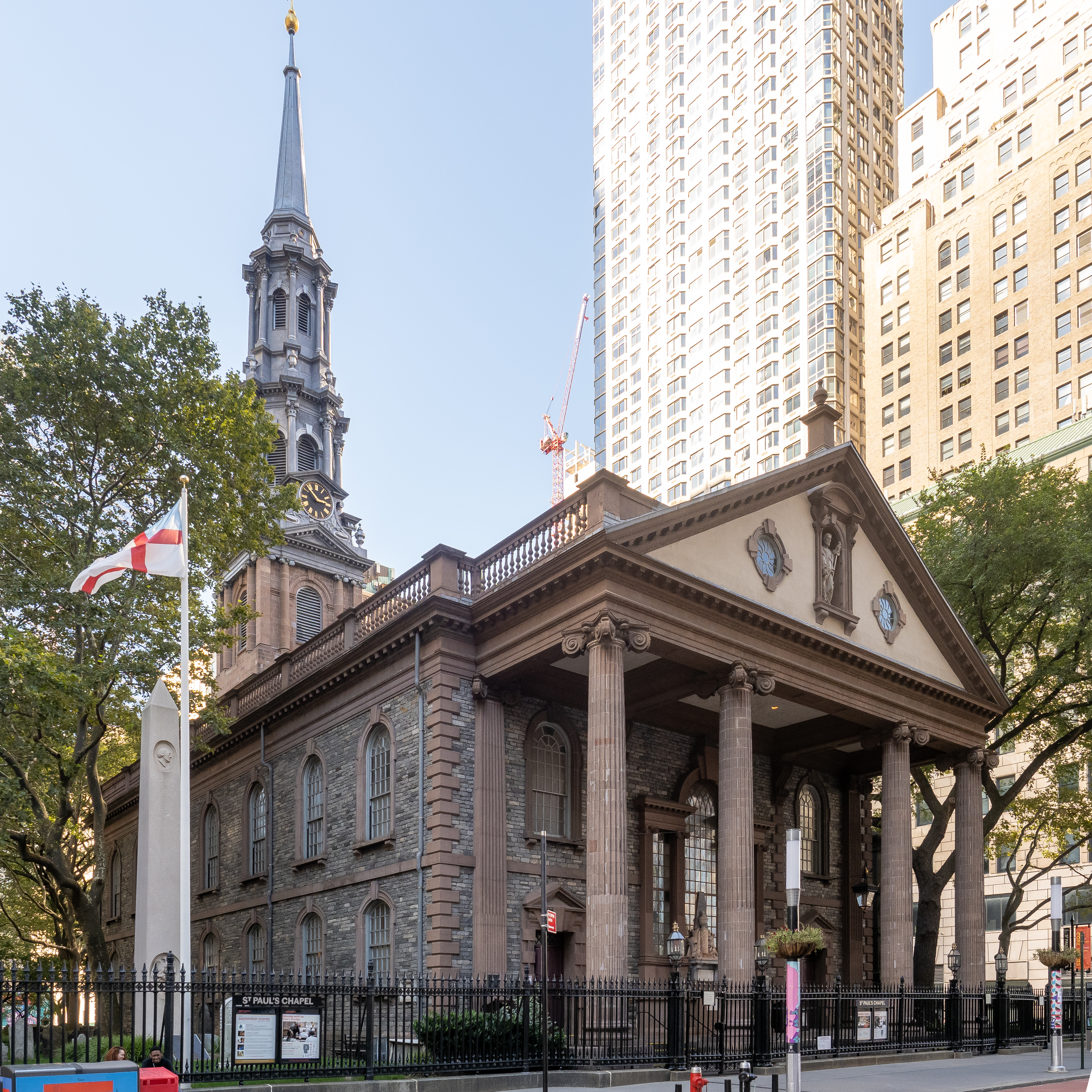
A Capela de São Paulo apresenta cunhas de brownstone de Portland

O brownstone de Portland, também conhecido como brownstone do rio Connecticut, também é muito popular. A pedra de pedreiras localizadas em Portland, Connecticut e localidadades próximas foi usada em vários edifícios históricos em Chicago, Boston, Nova Iorque, Filadélfia, New Haven, Hartford, Washington, D.C. e Baltimore.

### Brownstone de Nova Jérsei

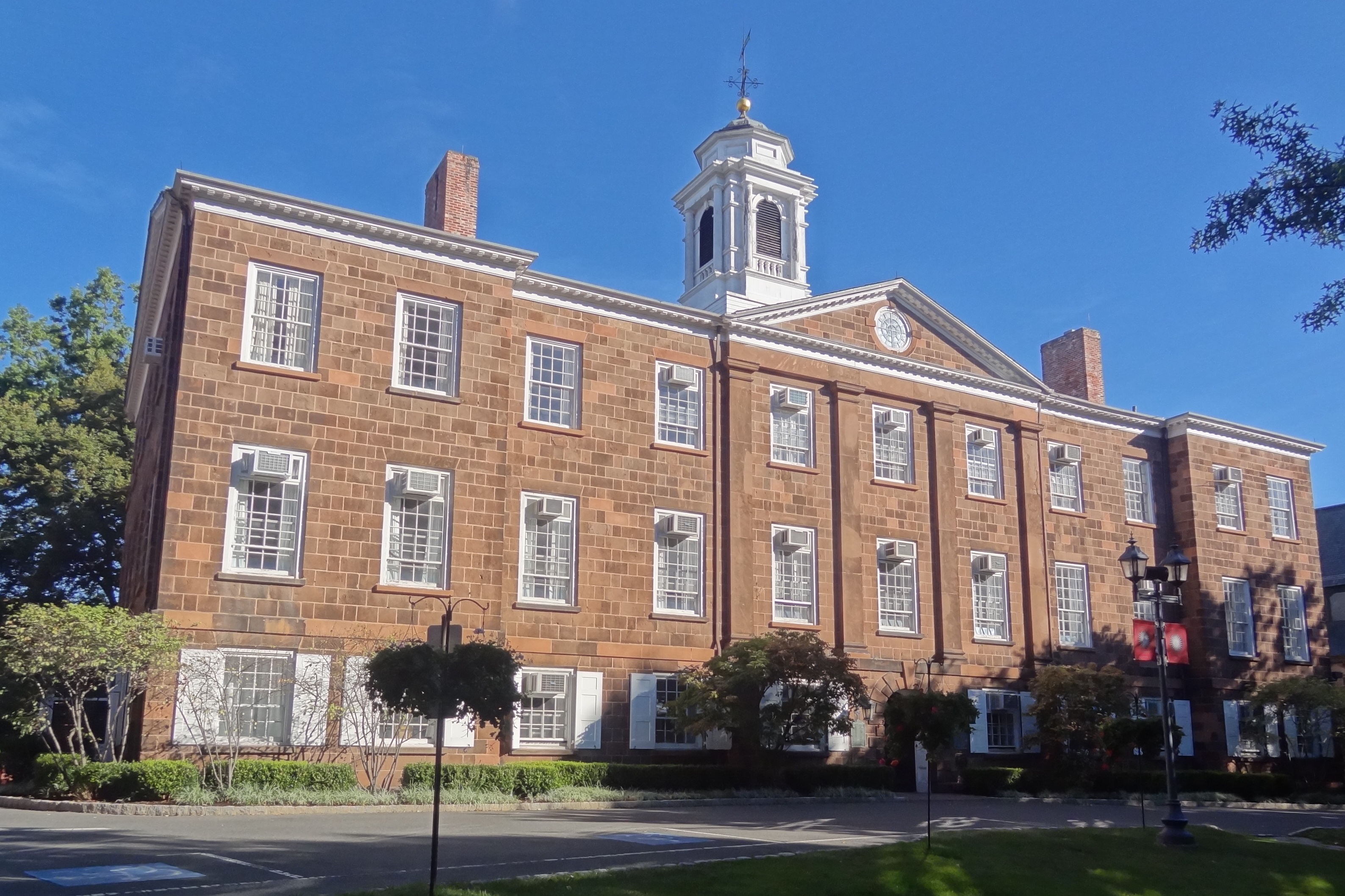
Old Queens (construído entre 1809 e 1823) na Universidade Rutgers foi construído com cantaria de brownstone extraído perto de New Brunswick, NJ

As pedreiras da Formação Passaic, no norte de Nova Jérsei, forneciam a maior parte do brownstone usado na cidade de Nova Iorque e em Nova Jérsei.

### Brownstone do sul de Gales
Arenito envelhecido no Devoniano é comumente usado no sul do País de Gales.

## Uso em residências privadas urbanas
Há muitos brownstones espalhados por vários bairros de Nova Iorque, especialmente nos bairros Park Slope, Clinton Hill, Fort Greene, Cobble Hill, Carroll Gardens, Boerum Hill, Gowanus, Windsor Terrace, Prospect Heights, Crown Heights, Brooklyn Heights, Bedford Stuyvesant e Sunset Park, no Brooklyn. Concentrações menores existem em partes de Bay Ridge, Williamsburg, Bushwick, Greenpoint e Prospect Lefferts Gardens.
Brownstones também estão espalhados por Manhattan, do Lower East Side a Washington Heights, com concentrações notáveis no Upper West Side, Upper East Side, Harlem e East Harlem. No Queens e no Bronx, os distritos históricos de Long Island City e Mott Haven também abrigam muitos brownstones. Brownstones também predominam em alguns bairros do Condado de Hudson diretamente do outro lado do rio Hudson de Manhattan, especialmente em Hoboken e ao redor de Paulus Hook, Van Vorst Park, Harsimus Cove, Hamilton Park e Bergen Hill em Jersey City. Brownstones de Nova Iorque podem custar vários milhões de dólares para comprar. Um detalhe arquitetônico típico de brownstones em Nova Iorque e arredores é a varanda, uma escada íngreme que sobe da rua até a entrada no que equivale quase ao nível do segundo andar. Este projeto foi visto como higiênico na época em que muitos foram construídos, porque as ruas estavam muito sujas com dejetos animais.
Tornou-se moda usar o termo "brownstone" para se referir a quase qualquer casa geminada de um certo período, mesmo que elas não tenham sido construídas com brownstone. Por exemplo, muitas casas geminadas em Boerum Hill, no Brooklyn, são construídas de tijolos, mas têm revestimento de alvenaria de concreto que lembra pedra. Há também muitas casas geminadas de tijolos que têm varandas construídas com brownstone em todos os boroughs periféricos. Esses bairros que consistem nessas casas são Borough Park, Dyker Heights, Bensonhurst, Bath Beach, Sunset Park, Kensington, Flatbush, Midwood, East New York, Cypress Hills no Brooklyn, Ridgewood, Glendale, Astoria, Woodhaven no Queens, e Longwood e Morrisania no Bronx.[carece de fontes?]
Os bairros Rittenhouse Square e Fairmount da Filadélfia também incluem exemplos de arquitetura brownstone. Muitas dessas casas foram convertidas em prédios de apartamentos.[carece de fontes?]

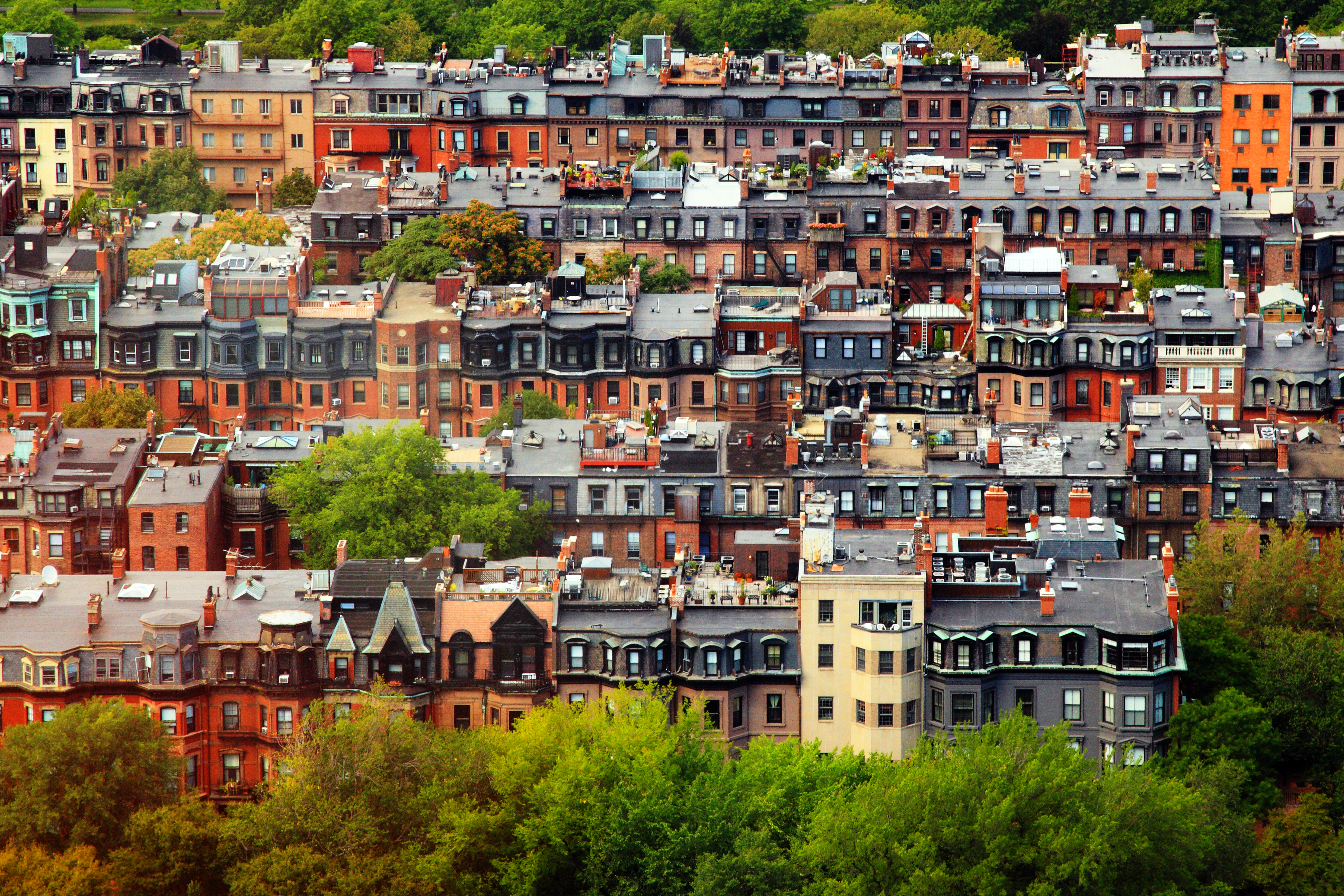
Brownstones no bairro de Back Bay, em Boston

Back Bay, em Boston, é conhecido por suas casas vitorianas de brownstone  – consideradas alguns dos exemplos mais bem preservados do design urbano do século XIX nos Estados Unidos.
Embora existam alguns brownstones em Chicago, uma forma residencial semelhante conhecida como "greystones" é muito mais prevalente. Um greystone é um tipo de estrutura residencial que utiliza calcário de Indiana para sua fachada, independentemente de seu estilo arquitetônico geral. Assim como no Brooklyn, há um "Cinturão do Greystone" em Chicago, com um grande número dessas estruturas localizadas nos quadrantes sul e noroeste da cidade. Estima-se que cerca de 30.000 dos greystones de Chicago construídos entre 1890 e 1930 ainda estejam de pé.

## Uso em casas de campo coloniais
O brownstone, também conhecido como pedra franca porque pode ser cortado livremente em qualquer direção, foi usado pelos primeiros quakers da Pensilvânia para construir moinhos de pedra e casas de moinho. Na Pensilvânia central, algumas estruturas da época de 1700 sobrevivem, incluindo uma residência conhecida como Quaker Mill House.[carece de fontes?]

## Uso na fabricação de lápides

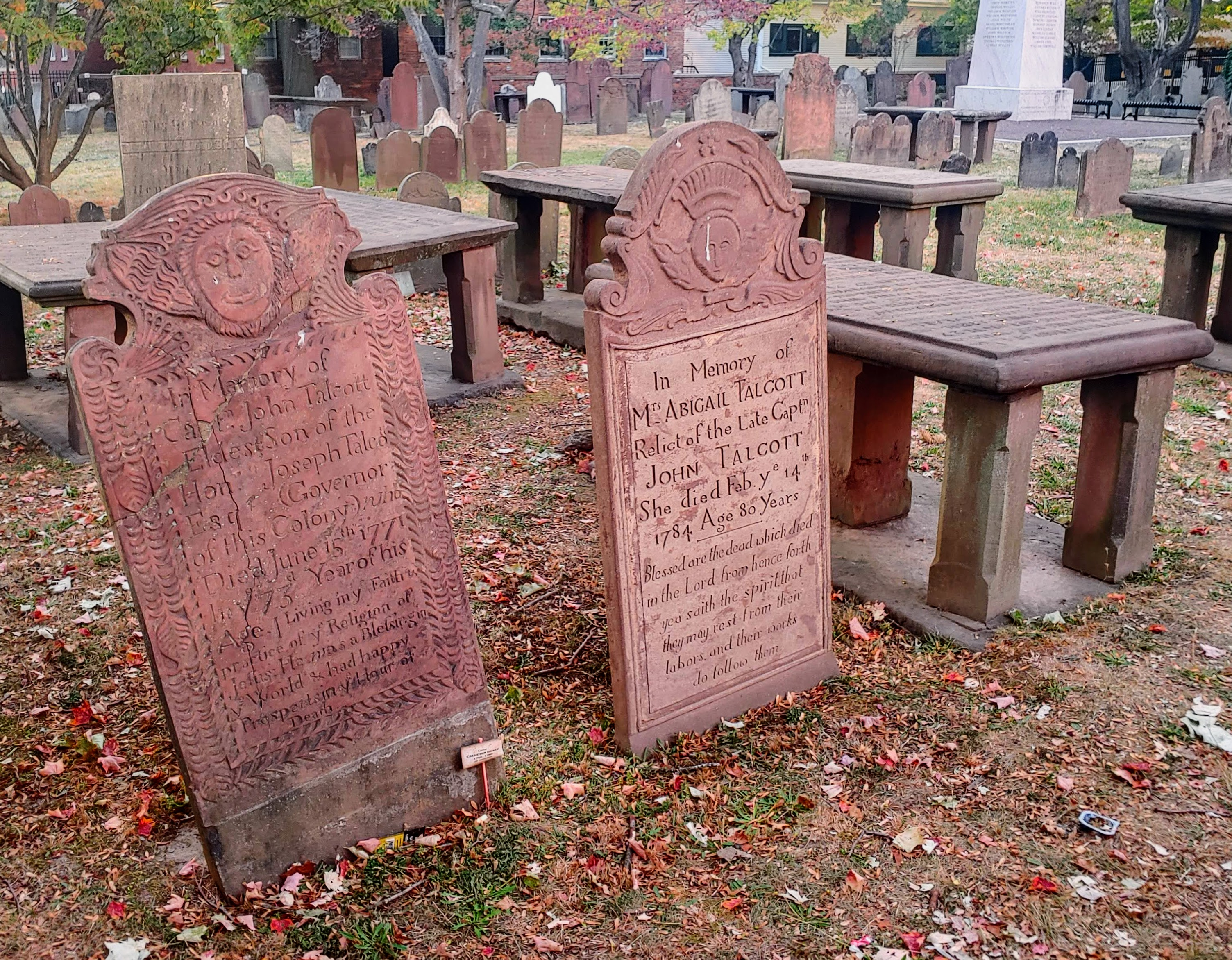
Examplo de brownstone de Portland usado em lápides coloniais e marcadores de mesa em Hartford, Connecticut.

O brownstone era valorizado por lápides no sul da Nova Inglaterra e na região do Atlântico Médio durante a era colonial. Memoriais do tipo mesa, em particular, eram frequentemente esculpidos em brownstone, bem como lápides comuns. Especialmente valorizadas por serem fáceis de esculpir, essas mesmas características frequentemente resultavam em pedras menos duráveis e propensas a erosão pesada e desgaste ao longo do tempo, especialmente quando comparadas a sepulturas de ardósia ou xisto do mesmo período. O brownstone começou a perder popularidade entre os escultores durante as primeiras décadas de 1800 devido à crescente popularidade do mármore, embora continuasse a ser usado para obeliscos e outros monumentos funerários até muito mais tarde. O brownstone usado para lápides era geralmente extraído do Vale do Rio Connecticut e Nova Jérsei, e muitos escultores de túmulos, especialmente em Connecticut, Nova Iorque e Nova Jérsei, esculpiram a partir dele.

## Qualidade
O brownstone foi considerado "não muito bom como material de construção" por Vincent Scully, professor emérito de história da arte na Universidade Yale. O brownstone era popular porque é excepcionalmente fácil de esculpir e extrair, mas essas qualidades também tornavam as casas revestidas com ele suscetíveis às intempéries e danos ao longo do tempo.